# فیلتر جذر کسینوس بالارفته
در پردازش سیگنال، فیلتر جذر کسینوس بالابُرده (root-raised-cosine, RRC)، اغلب به‌عنوان یک فیلتر در فرستنده و گیرندۀ یک سیستم مخابراتی دیجیتال، برای پیاده‌سازی فیلتر منطبق به‌کار می‌رود. این فیلتر به کمینه کردن تداخل میان‌سمبلی (ISI) کمک می‌کند. پاسخ ترکیب دو فیلتر جذر کسینوس بالابرده، پاسخ فیلتر کسینوس بالابرده است. نام این فیلتر از آنجا می‌آید که پاسخ فرکانسی آن، {\displaystyle H_{rrc}(f)} ، جذر پاسخ فرکانسی فیلتر کسینوس بالابرده، {\displaystyle H_{rc}(f)}، است:
{\displaystyle H_{rc}(f)=H_{rrc}(f)\cdot H_{rrc}(f)}
یا
{\displaystyle |H_{rrc}(f)|={\sqrt {|H_{rc}(f)|}}}

## چرا لازم است
برای کمینه کردن تداخل میان‌سمبلی، پاسخ فیلتر فرستنده،  پاسخ کانال، و پاسخ فیلتر گیرنده باید معیار ISI نایکویست را برآورند. فیلتر کسینوس بالابرده، بهترین فیلتری است که این معیار را برمی‌آورد. نیمی از این فیلتر کردن، در فرستنده و نیمی در گیرنده پیاده می‌شود. در گیرنده، پاسخ کانال - اگر بشود آن را دقیق تخمین زد - نیز می‌تواند در نظر گرفته شود تا پاسخ کلی، کسینوس بالابرده باشد.

## توصیف ریاضی

پاسخ ضربه ای یک فیلتر جذر کسینوس بالابرده و ضرب‌شده در ، برای سه β : 1.0 (آبی)، 0.5 (قرمز) و 0 (سبز).

فیلتر جذر کسینوس بالابرده با دو مقدار مشخص می شود. β (ضریب roll-off) ، و {\displaystyle T_{s}} (عکس نرخ سمبل).
پاسخ ضربۀ چنین فیلتری را می‌توان چنین نوشت:</link> :
{\displaystyle h(t)={\begin{cases}{\dfrac {1}{T_{s}}}\left(1+\beta ({\dfrac {4}{\pi }}-1)\right),&t=0\\{\dfrac {\beta }{T_{s}{\sqrt {2}}}}\left[\left(1+{\dfrac {2}{\pi }}\right)\sin \left({\dfrac {\pi }{4\beta }}\right)+\left(1-{\dfrac {2}{\pi }}\right)\cos \left({\dfrac {\pi }{4\beta }}\right)\right],&t=\pm {\dfrac {T_{s}}{4\beta }}\\{\dfrac {1}{T_{s}}}{\dfrac {\sin \left[\pi {\dfrac {t}{T_{s}}}\left(1-\beta \right)\right]+4\beta {\dfrac {t}{T_{s}}}\cos \left[\pi {\dfrac {t}{T_{s}}}\left(1+\beta \right)\right]}{\pi {\dfrac {t}{T_{s}}}\left[1-\left(4\beta {\dfrac {t}{T_{s}}}\right)^{2}\right]}},&{\mbox{otherwise}}\end{cases}}} ،
اگرچه جورهای دیگری هم هستند.
برخلاف فیلتر کسینوس بالابرده، پاسخ ضربه در بازه‌های {\displaystyle \pm T_{s}} صفر نیست. بااین‌حال، فیلترهای فرستنده و گیرنده، با هم یک فیلتر کسینوس بالابرده را شکل می‌دهند که در بازه‌های {\displaystyle \pm T_{s}} صفر است. تنها وقتی β = 0، تابع جذر کسینوس بالابرده، در {\displaystyle \pm T_{s}} ، صفر است.